# Sterneck (Buchbach)
Sterneck ist ein Gemeindeteil der Gemeinde Buchbach im oberbayerischen Landkreis Mühldorf am Inn.

## Lage
Der Weiler Sterneck liegt 4,5 Kilometer südöstlich von Buchbach in der Gemarkung Ranoldsberg.

## Gasthaus Stoiber

Gasthaus Stoiber, Sterneck

Das Gasthaus Stoiber wird schon um 1500 als Taverne erwähnt. Nach mehreren Besitzerwechseln erwarb Franz Xaver Stoiber das Anwesen im Jahr 1895. Es wird seitdem in der vierten Generation als Familienbetrieb geführt.

## Bevölkerungsentwicklung
Um 1820 gab es in Sterneck 14 Einwohner, die in zwei Häusern lebten. 1871 gab es auf der Einöde 20 Einwohner. Im Mai 1987 lebten dort neun Einwohner in fünf Wohngebäuden, von denen eines in zwei Wohnungen aufgeteilt war.
| Jahr      | 1820 | 1871 | 1925 | 1950 | 1970 | 1987 |
| Einwohner | 14   | 20   | 24   | 28   | 12   | 9    |